# Distrikt Casca
Der Distrikt Casca liegt in der Provinz Mariscal Luzuriaga in der Region Ancash in West-Peru. Der Distrikt wurde am gegründet. Er besitzt eine Fläche von 76 km². Beim Zensus 2017 wurden 4026 Einwohner gezählt. Im Jahr 1993 lag die Einwohnerzahl bei 4248, im Jahr 2007 bei 4301. Die Distriktverwaltung befindet sich in der 3132 m hoch gelegenen Ortschaft Casca mit 353 Einwohnern (Stand 2017). Casca liegt 4,5 km westnordwestlich der Provinzhauptstadt Piscobamba.

## Geographische Lage
Der Distrikt Casca liegt im Nordwesten der Provinz Mariscal Luzuriaga am Nordostufer des nach Südosten strömenden Río Pomabamba, linker Nebenfluss des Río Yanamayo.
Der Distrikt Casca grenzt im Südwesten an den Distrikt Huayllán (Provinz Pomabamba), im Nordwesten an den Distrikt Pomabamba (ebenfalls in der Provinz Pomabamba), im Nordosten an den Distrikt Fidel Olivas Escudero sowie im Südosten an den Distrikt Piscobamba.